# Gemeinde St. Filippen
Die Gemeinde St. Filippen war eine Gemeinde im Kärntner Bezirk Sankt Veit an der Glan, die von 1850 bis 1865 bestand. 1865 wurde sie aufgelöst und ihr Gebiet an die Gemeinde Brückl angeschlossen.

## Geografie

### Lage
Die Gemeinde lag im Südosten des Bezirks Sankt Veit an der Glan, im Südwesten der heutigen Gemeinde Brückl. Ihre Fläche betrug etwa 18,9 km². Sie erstreckt sich über eine Höhenlage von 457 m ü. A. an der Gurk am Südrand der Gemeinde bis zu 1079 m ü. A. am Lippekogel im Norden.

### Gliederung

#### Katastralgemeinden
Die Gemeinde umfasste lediglich eine Katastralgemeinde:
- Katastralgemeinde St. Filippen

#### Ortschaften
Zeit ihres Bestehens wurden in der Gemeinde folgende Ortschaften geführt:
- Christofberg
- Eppersdorf
- Hausdorf
- Krobathen
- Oberkrähwald
- Ochsendorf
- Salchendorf
- St. Gregorn (nur der südliche Teil der heutigen Ortschaft)
- St. Filippen
- Tschutta (nur der südliche Teil der heutigen Ortschaft)
- Unterkrähwald

## Geschichte
Im Zuge der Verwaltungsreformen nach der Revolution 1848/49 wurde 1850 aus der Steuer- bzw. Katastralgemeinde St. Filippen, die zuvor zum Steuerbezirk Osterwitz gehört hatte, die Gemeinde St. Filippen errichtet. Die Gemeinde gehörte zunächst zum politischen Bezirk Sankt Veit an der Glan und zum Gerichtsbezirk Eberstein. Ab 1854 gehörte sie zum Gemischten Bezirk Eberstein. 1865 wurde die Gemeinde mit der Gemeinde St. Johann am Brückl (heute: Brückl) vereinigt, die danach vorübergehend den Namen Vereinigte Gemeinde St. Filippen und St. Johann am Brückl trug. Das ehemalige Gebiet der Gemeinde St. Filippen gehört auch heute noch zur Gemeinde Brückl.
Zum ersten Bürgermeister der Gemeinde St. Filippen wurde 1849 der Landwirt Thomas Jaritz vulgo Bachveidl gewählt. Die Ausschussmitglieder (alle Grundbesitzer) waren Primus Nowak, Wirt und Grundbesitzer vulgo Kramer, sowie Josef Fuchs vom Gut Eppersdorf, der 1862 bis 1865 Bürgermeister wurde.

## Bevölkerung
Die Gemeinde wies folgende Einwohnerzahlen auf:
- 1849: 657 Einwohner[2]
- 1865: 797 Einwohner[3]